# Machinery
Machinery est un label discographique allemand, anciennement basé à Berlin,  actif entre 1989 et 1997.

## Histoire
En 1992, avec la création du label Machinery, le spécialiste néerlandais du marketing Jorgen Mulder (alias Jor Jenka) et l'homme d'affaires berlinois Karl-Ulrich Walterbach (Modern Music Records GmbH) — après l'arrêt de leur label de dance Mad Cat — font une deuxième tentative pour établir un label de synthpop sur la scène indépendante berlinoise. L'homme d'affaires Karl-Ulrich Walterbach, détenant tous les droits, confie la gestion du label ainsi que presque toutes les décisions A&R à l'ancien chanteur de Fou Gorki.
Jor Jenka enregistrait les chansons des groupes publiés sur le label Machinery (Kurfürstenstraße 23, Berlin-Schöneberg) (par ex. Oomph!, Dance or Die ; And One ; Syntec) principalement dans son propre studio d'enregistrement Machinery Records (Ufnaustraße 8, Berlin-Moabit). En outre, il a développé tous les concepts vidéo et publicitaires pour les labels Machinery et Dynamica. Il a aussi réalisé l'ensemble des artworks (pochettes de disques/CD ; affiches ; annonces ; bannières, etc.) De 1992 à 1995, Anna Rosen réalise les relations publiques de tous les groupes en tant que promotrice, comme par exemple les concerts nationaux/internationaux, les campagnes de promotion et de publicité accompagnant les sorties de disques et les tournées. Elle participe également à la réalisation de toutes les productions vidéo du label en tant qu'assistante de production responsable.
Au printemps 1993, Antje Lange rejoint Modern Music Records GmbH en tant que directrice adjointe et se charge dès lors de l'exécution de toutes les décisions commerciales nationales et internationales. Les principaux mentors et soutiens des musiciens de Machinery et de leurs publications sont les animateurs radio Eckie Stieg (Grenzwellen, FFN) et Anja Caspari (Radio Fritz, ORB). Les Australiens SNOG (David Thrussel et Julia Bourke), licenciés en 1993 et sortis avec leur hit australien Corporate Slave, sont à mentionner.
Après la PopKomm d'août 1995 — avec la signature des groupes Oomph! (initialement Machinery puis Dynamica) et And One (Machinery) chez Virgin Records — Karl-Ulrich Walterbach cesse successivement de participer activement au marché de la musique. Jusqu'en 1997 environ, la société Modern Music Records GmbH se concentre sur la vente du back catalogue Machinery qu'elle avait élaboré. Avant la fin des années 1990, K.-U. Walterbach vend l'ensemble de son entreprise indépendante berlinoise (c'est-à-dire Modern Music Record GmbH, y compris Machinery et 8 autres labels) au groupe britannique Sanctuary Records.

## Dynamica
En 1993, K.-U. Walterbach fonde le label Dynamica avec l'équipe fonctionnelle Jenka, Rosen and Lange. Le slogan Metal Hacking Industrialism est considéré comme un programme et s'oriente vers l'environnement naissant du metal industriel et du crossover. Accompagnant les succès de groupes comme Rammstein, Nine Inch Nails et Nitzer Ebb, le label Dynamica obtient assez rapidement une reconnaissance nationale et internationale avec Oomph!, Think About Mutation, Coptic Rain et Cubanate.
Après le passage du groupe Oomph! chez Virgin Records, K.-U. Walterbach cesse progressivement de participer activement à la vie musicale de Dynamica vers la fin de l'année 1995. La société Modern Music Records GmbH continue à se concentrer sur la vente du back catalogue élaboré par Dynamica. Avant le début de l'année 2000, K.-U. Walterbach vend l'ensemble de son entreprise indépendante berlinoise (c'est-à-dire Modern Music Records GmbH, y compris le label Dynamica, entre autres) au groupe britannique Sanctuary Records.
Le label passe sous la bannière de Noise Records, un label de Modern Music Records, mais continue de produire des disques sous son propre nom. Après l'acquisition de Modern Music par Sanctuary Records Group, le label Dynamica est abandonné.